# Algámitas
Algámitas település Spanyolországban, Sevilla tartományban. Algámitas Olvera, Pruna, Villanueva de San Juan, El Saucejo és Cañete la Real községekkel határos. Lakosainak száma 1241 fő (2024).

## Népesség
A település népessége az elmúlt években az alábbi módon változott:
| Lakosok száma | 1378 | 1347 | 1321 | 1363 | 1326 | 1316 | 1284 | 1255 | 1252 | 1241 |
|               | 2001 | 2004 | 2007 | 2009 | 2012 | 2014 | 2017 | 2019 | 2022 | 2024 |